# Уолтон, Анна
А́нна Уо́лтон (англ. Anna Walton; род. 18 декабря 1980, Лондон) — британская актриса.

## Биография
Анна Уолтон родилась 18 декабря 1980 года в Лондоне. У неё есть брат Генри. Ещё во время учёбы в школе Куинсвуд в Хартфордшире, Анна начинает работать в качестве модели. После окончания средней школы, она до 2004 года училась в Оксфордской драматической школе.
В 1997 году дебютировала в кино с небольшой ролью в фильме «Яркие волосы». Получила известность благодаря ролям в фильмах «Дневник вампирши», «Хеллбой 2: Золотая армия» и «Хроники мутантов». В 2008—2009 годах снималась в сериале «Крузо». С 2013 по 2015 год Анна снималась в сериале «Царство» в роли Дианы де Пуатье.
В 2016 году снялась в клипе Джека Саворетти «When We Were Lovers».

## Личная жизнь
В апреле 2007 года у неё родился сын Оливер.

## Фильмография
| Год       |     | Русское название                   | Оригинальное название       | Роль                 |
| --------- | --- | ---------------------------------- | --------------------------- | -------------------- |
| 1997      | тф  | Яркие волосы                       | Bright Hair                 | Мелисса Бернетт      |
| 1998      | с   | В нерабочее время                  | Out of Hours                | Никки Уолш           |
| 2006      | с   | Сила искусства                     | Simon Schama's Power of Art | Лена                 |
| 2007      | ф   | Дневник вампирши                   | Vampire Diary               | Викки                |
| 2007      | кор | Девушка и пушка                    | A Girl and a Gun            | Люсилль              |
| 2008      | ф   | Хеллбой 2: Золотая армия           | Hellboy II: The Golden Army | принцесса Нуала      |
| 2008      | ф   | Хроники мутантов                   | Mutant Chronicles           | Севериан             |
| 2008—2009 | с   | Крузо                              | Crusoe                      | Сюзанна Крузо        |
| 2010      | кор | Копелия                            | Copelia                     | Агата                |
| 2011      | ф   | 5 дней августа                     | 5 Days of August            | Кэрин Лэнг           |
| 2011      | кор | Дитя Хэлоуина                      | The Halloween Kid           | мать Генри           |
| 2011      | ф   | Темная сторона                     | The Black Site              | Линдсей              |
| 2012      | ф   | Отклонение                         | Deviation                   | Эмбер                |
| 2012      | ф   | Дом терпимости                     | The Seasoning House         | Виолета, мать Энджел |
| 2013      | ф   | Родственная душа                   | Soulmate                    | Одри                 |
| 2013—2015 | с   | Царство                            | Reign                       | Диана де Пуатье      |
| 2013      | тф  | Лукан                              | Lucan                       | Джейн Эспиналь       |
| 2013      | кор | Буй                                | Buoy                        | женщина              |
| 2015      | ф   | Вишнёвое дерево                    | Cherry Tree                 | Сисси                |
| 2020      | ф   | Рождественское свидание моего отца | My Dad's Christmas Date     | Рейчел               |
| 2021      | с   | Мистер Мейфэр                      | Mister Mayfair              | Серена               |
| 2023      | ф   | Глубокий океан                     | Ocean Deep                  | Нисса                |

## Награды и номинации
| Год  | Награда                               | Категория                    | Работа                   | Результат |
| ---- | ------------------------------------- | ---------------------------- | ------------------------ | --------- |
| 2008 | Миланский международный кинофестиваль | Лучшая актриса               | Дневник вампирши         | Победа    |
| 2008 | Scream                                | Лучший персонаж              | Хеллбой 2: Золотая армия | Номинация |
| 2009 | Fangoria Chainsaw Awards              | Лучшая актриса второго плана | Хеллбой 2: Золотая армия | Номинация |
| 2014 | Fantasporto                           | Лучшая актриса               | Родственная душа         | Победа    |
| 2014 | Knoxville Horror Film Fest            | Лучшая актриса               | Родственная душа         | Победа    |